# UD Salamanca
Die Unión Deportiva Salamanca S.A.D. war ein spanischer Fußballverein aus der Stadt Salamanca. Zuletzt spielte der Klub in der Segunda División.

## Geschichte
Der Verein wurde am 9. Februar 1923 unter dem Namen Unión Deportiva Española gegründet. Den aktuellen Namen Unión Deportiva Salamanca trägt der Klub seit 16. Januar 1932. 1974 gelang erstmals Aufstieg in die Primera División, wo man, angeführt von Trainer José Luis García Traid, bis 1981 verblieb. Dies ist zugleich die erfolgreichste Epoche des Klubs. Insgesamt bestritt der Verein zwölf Saisons in der höchsten spanischen Spielklasse, zuletzt 1998/99. Am 18. Juni 2013 gab der Verein nach einer Gläubigerversammlung wegen anhaltender finanzieller Schwierigkeiten seine Auflösung bekannt. Die Schulden des Vereins beliefen sich zum Zeitpunkt der Auflösung auf 23 Millionen Euro.

## Bekannte ehemalige Spieler
- Mutiu Adepoju
- Jorge D’Alessandro
- João Alves
- Koldo Álvarez
- José Luis Sánchez Barrios
- Edu Bedia
- Raúl Castronovo
- Vicente del Bosque
- /  Ariza Makukula
- Cătălin Munteanu
- Håvard Nordtveit
- Pauleta
- Antonio Álvarez Pérez (Ito)
- Ricardo Rezza
- Míchel Salgado
- Ovidiu Stîngă
- Bogdan Stelea
- Ismael Urzaiz
- Carlos Vela

## Bekannte ehemalige Trainer
- Mariano García Remón
- Andoni Goikoetxea
- Juanma Lillo
- Juan Ignacio Martínez

## Statistik
- Saisons in der Primera División: 12
- Saisons in der Segunda División: 30
- Saisons in der Segunda División B: 7
- Saisons in der Tercera División: 19
- Beste Ligaplatzierung: 7. (Primera División 1974/75)
- Schlechteste Ligaplatzierung: 22. (Primera División 1995/96)